# Uranotaenia bilineata
Uranotaenia bilineata är en tvåvingeart som beskrevs av Theobald 1909. Uranotaenia bilineata ingår i släktet Uranotaenia och familjen stickmyggor. Inga underarter finns listade i Catalogue of Life.